# Magnolia hamorii
Magnolia hamorii är en magnoliaväxtart som beskrevs av Howard. Magnolia hamorii ingår i släktet Magnolia och familjen magnoliaväxter. Inga underarter finns listade i Catalogue of Life.